# Championnat d'Europe de rugby à XV 2021-2022
Navigation
Championnat 2020-2021 Championnat 2022-2023
Le championnat d'Europe de rugby à XV 2021-2022 est une compétition qui réunit les nations membres de Rugby Europe ne participant pas au Tournoi des Six Nations. 

## Équipes engagées
Les équipes engagées sont réparties selon leurs résultats dans l'édition précédente de 2020-2021 :
| Équipe   | Édition 2020-2021      |
| -------- | ---------------------- |
| Géorgie  | Vainqueur Championship |
| Roumanie | 2e Championship        |
| Portugal | 3e Championship        |
| Espagne  | 4e Championship        |
| Russie   | 5e Championship        |
| Pays-Bas | Vainqueur Trophy       |

| Équipe    | Édition 2020-2021 |
| --------- | ----------------- |
| Belgique  | 6e Championship   |
| Suisse    | 2e Trophy         |
| Ukraine   | 3e Trophy         |
| Allemagne | 4e Trophy         |
| Lituanie  | 5e Trophy         |
| Pologne   | 6e Trophy         |

| Équipe             | Édition 2020-2021     |
| ------------------ | --------------------- |
| République tchèque | 1re Conférence 1 Nord |
| Hongrie            | 2e Conférence 1 Nord  |
| Luxembourg         | 3e Conférence 1 Nord  |
| Suède              | 4e Conférence 1 Nord  |
| Lettonie           | 5e Conférence 1 Nord  |

| Équipe   | Édition 2020-2021    |
| -------- | -------------------- |
| Croatie  | 1re Conférence 1 Sud |
| Malte    | 2e Conférence 1 Sud  |
| Chypre   | 3e Conférence 1 Sud  |
| Slovénie | 4e Conférence 1 Sud  |
| Israël   | 5e Conférence 1 Sud  |

| Équipe   | Édition 2020-2021     |
| -------- | --------------------- |
| Danemark | 1re Conférence 2 Nord |
| Moldavie | 2e Conférence 2 Nord  |
| Autriche | 3e Conférence 2 Nord  |
| Finlande | 4e Conférence 2 Nord  |
| Norvège  | 5e Conférence 2 Nord  |

| Équipe             | Édition 2020-2021    |
| ------------------ | -------------------- |
| Bulgarie           | 1re Conférence 2 Sud |
| Turquie            | 2e Conférence 2 Sud  |
| Andorre            | 3e Conférence 2 Sud  |
| Serbie             | 4e Conférence 2 Sud  |
| Bosnie-Herzégovine | 5e Conférence 2 Sud  |

| Équipe     | Édition 2020-2021 |
| ---------- | ----------------- |
| Slovaquie  |                   |
| Monténégro |                   |
| Estonie    |                   |

## Championship

### Classement
| Rang | Nations  | J | V | N | D | Bo | Bd | Pm  | Pe  | Diff | Pts |
| ---- | -------- | - | - | - | - | -- | -- | --- | --- | ---- | --- |
| 1    | Géorgie  | 5 | 4 | 1 | 0 | 2  | 0  | 172 | 73  | +99  | 20  |
| 2    | Espagne  | 5 | 4 | 0 | 1 | 1  | 0  | 170 | 135 | +35  | 17  |
| 3    | Roumanie | 5 | 3 | 0 | 2 | 1  | 1  | 153 | 128 | +25  | 14  |
| 4    | Portugal | 5 | 2 | 1 | 2 | 1  | 1  | 139 | 98  | +41  | 12  |
| 5    | Pays-Bas | 5 | 1 | 0 | 4 | 0  | 0  | 25  | 212 | -187 | 4   |
| 6    | Russie   | 5 | 0 | 0 | 5 | 0  | 1  | 62  | 75  | -13  | 1   |

|  | Vainqueur du Championship (no 1) |
|  | Exclusion de la Russie           |
|  | T : tenant du titre 2021         |

À la suite du déclenchement de l'invasion de l'Ukraine par la Russie en 2022, World Rugby et Rugby Europe décident de suspendre les clubs et équipes nationales russes de leurs compétitions le 1er mars 2022. Les résultats des rencontres déjà disputées sont conservés, tandis que les autres matchs sont annulés. Leurs adversaires remportent 4 points.
Aucune équipe n'est reléguée de la compétition, qui verra sa participation étendue à huit équipes l'année suivante, via deux promotions depuis la division Trophy. La Russie n'est néanmoins pas qualifiée pour cette nouvelle saison.

### Résultats détaillés

#### Tableau des résultats
| Pays     | NED    | ESP   | GEO   | POR   | ROU   | RUS    |
| -------- | ------ | ----- | ----- | ----- | ----- | ------ |
| Pays-Bas |        |       | 10-72 |       | 12-38 |        |
| Espagne  | 43-0   |       |       | 33-28 | 38-21 |        |
| Géorgie  |        | 49-15 |       | 25-25 |       | Annulé |
| Portugal | 59-3   |       |       |       |       | Annulé |
| Roumanie |        |       | 23-26 | 37-27 |       | 34-25  |
| Russie   | Annulé | 37-41 |       |       |       |        |

|  | Victoire à domicile |  | Match nul |  | Défaite à domicile |

#### Détail des résultats
| 5 février 2022 14h20 | Roumanie | 34 - 25 (24 - 7) | Russie | Stade Arcul de Triumf, Bucarest Arbitre : Adam Leal |
| 5 février 2022 14h20 | Essai(s) : Cojocaru 2 (11e, 25e), Macovei (40e), Surugiu (72e) Transformation(s) : Boldor 3 (11e, 25e, 40e), Plai (72e) Pénalité(s) : Boldor (38e), Plai (78e) Carton(s) jaune(s) : Ser (6e), Simionescu (80e) | Rapport          | Essai(s) : essai de pénalité (6e), Magomedov (62e), Parkhomenko (75e) Transformation(s) : Gaisin (62e) Pénalité(s) : Gaisin 2 (43e, 47e) Carton(s) jaune(s) : Arhip (69e), Makarenko (77e) | Stade Arcul de Triumf, Bucarest Arbitre : Adam Leal |
| 5 février 2022 14h20 | | Rapport          | | Stade Arcul de Triumf, Bucarest Arbitre : Adam Leal |

| 5 février 2022 15h50 | Espagne | 43 - 0 (19 - 0) | Pays-Bas                                  | Stade national complutense, Madrid 2 000 spectateurs Arbitre : Gianluca Gnecchi (en) |
| 5 février 2022 15h50 | Essai(s) : Usarraga (10e), López (23e), Jorba (38e), Gimeno (44e), Ordas (56e), Minguillon (65e), Ovejero (71e) Transformation(s) : Ordas 6 (11e, 24e, 39e, 45e, 57e, 67e), Belie (72e) | Rapport         | Carton(s) jaune(s) : Bennie-Coulson (22e) | Stade national complutense, Madrid 2 000 spectateurs Arbitre : Gianluca Gnecchi (en) |
| 5 février 2022 15h50 | | Rapport         |                                           | Stade national complutense, Madrid 2 000 spectateurs Arbitre : Gianluca Gnecchi (en) |

| 6 février 2022 14h50 | Géorgie | 25 - 25 (15 - 11) | Portugal | Stade Mikheil-Meskhi, Tbilissi 7 000 spectateurs Arbitre : Romain Poite |
| 6 février 2022 14h50 | Essai(s) : Tabutsadze (29e), Kerdikoshvili (40e), Jalagonia (64e) Transformation(s) : Abzhandadze 2 (30e, 64e) Pénalité(s) : Abzhandadze 2 (26e, 46e) Carton(s) jaune(s) : Modebadze (48e) | Rapport           | Essai(s) : Cardoso (36e), Marta (50e), Lima (58e) Transformation(s) : Marques 2 (52e, 59e) Pénalité(s) : Marques 2 (10e, 28e) | Stade Mikheil-Meskhi, Tbilissi 7 000 spectateurs Arbitre : Romain Poite |
| 6 février 2022 14h50 | | Rapport           | | Stade Mikheil-Meskhi, Tbilissi 7 000 spectateurs Arbitre : Romain Poite |

| 12 février 2022 13h00 | Russie | 37 - 41 (17 - 25) | Espagne | Stade central Slava-Metreveli (en), Sotchi Arbitre : Andrea Piardi |
| 12 février 2022 13h00 | Essai(s) : Gresev (30e), Riabischuk (33e), Davydov (61e), Zhivatov (76e) Transformation(s) : Gaisin 4 (30e, 34e, 62e, 77e) Pénalité(s) : Gaisin 3 (9e, 42e, 66e) Carton(s) jaune(s) : Makarenko (40e), Magomedov (80e) | Rapport           | Essai(s) : Gimeno (3e), Minguillon 2 (16e, 36e), Pinto (40e), Ovejero (80e) Transformation(s) : Ordas 2 (3e, 80e) Pénalité(s) : Ordas 4 (27e, 59e, 65e, 71e) Carton(s) jaune(s) : Malié (50e), Merkler (73e) | Stade central Slava-Metreveli (en), Sotchi Arbitre : Andrea Piardi |
| 12 février 2022 13h00 | | Rapport           | | Stade central Slava-Metreveli (en), Sotchi Arbitre : Andrea Piardi |

| 12 février 2022 13h15 | Pays-Bas                                                                             | 10 - 72 (3 - 29) | Géorgie | NRCA Stadium, Amsterdam 900 spectateurs Arbitre : Ludovic Cayre |
| 12 février 2022 13h15 | Essai(s) : Danen (49e) Transformation(s) : Weersma (50e) Pénalité(s) : Weersma (17e) | Rapport          | Essai(s) : Giorgadze 3 (8e, 46e, 59e), Tabutsadze 2 (14e, 38e), Japaridze (24e), Lobzhanidze 2 (28e, 53e), Jalagonia (52e), Modebadze (66e), Chkoidze 2 (76e, 80e) Transformation(s) : Abzhandadze 6 (25e, 29e, 47e, 53e, 54e, 60e) | NRCA Stadium, Amsterdam 900 spectateurs Arbitre : Ludovic Cayre |
| 12 février 2022 13h15 |                                                                                      | Rapport          | | NRCA Stadium, Amsterdam 900 spectateurs Arbitre : Ludovic Cayre |

| 12 février 2022 17h30 | Roumanie | 37 - 27 (13 - 22) | Portugal | Stade Arcul de Triumf, Bucarest 2 700 spectateurs Arbitre : Frank Murphy |
| 12 février 2022 17h30 | Essai(s) : Ser (40e), Cojocaru (54e), Savin (67e), Gorin (80e) Transformation(s) : Melinte 3 (40e, 55e, 67e), Plai (80e) Pénalité(s) : Melinte 3 (5e, 36e, 75e) | Rapport           | Essai(s) : Lima (24e), Marta (31e), Pinto 2 (37e, 49e) Transformation(s) : Marques 2 (33e, 39e) Pénalité(s) : Marques (28e) Carton(s) jaune(s) : Marques (52e) | Stade Arcul de Triumf, Bucarest 2 700 spectateurs Arbitre : Frank Murphy |
| 12 février 2022 17h30 | | Rapport           | | Stade Arcul de Triumf, Bucarest 2 700 spectateurs Arbitre : Frank Murphy |

| 26 février 2022 14h00 | Portugal | 59 - 3 (26 - 3) | Pays-Bas                                                        | Centro de Alto Rendimento do Jamor, Oeiras 2 500 spectateurs Arbitre : Federico Vedovelli |
| 26 février 2022 14h00 | Essai(s) : Belo (14e), Diniz (22e), Bettencourt 2 (30e, 63e), Simões 2 (38e, 43e), Marta (47e), Storti (54e), Antunes (76e) Transformation(s) : Antunes 7 (15e, 31e, 39e, 48e, 55e, 64e, 77e) | Rapport         | Pénalité(s) : Campbell (1re) Carton(s) jaune(s) : Koelman (37e) | Centro de Alto Rendimento do Jamor, Oeiras 2 500 spectateurs Arbitre : Federico Vedovelli |
| 26 février 2022 14h00 | | Rapport         |                                                                 | Centro de Alto Rendimento do Jamor, Oeiras 2 500 spectateurs Arbitre : Federico Vedovelli |

| 27 février 2022 12h45 | Espagne | 38 - 21 (28 - 7) | Roumanie                                                                                             | Stade national complutense, Madrid 5 000 spectateurs Arbitre : Sam Grove-White (en) |
| 27 février 2022 12h45 | Essai(s) : Pinto (6e), Foulds (10e), Quercy 2 (20e, 59e), Gimeno (27e) Transformation(s) : Ordas 5 (7e, 11e, 21e, 28e, 60e) Pénalité(s) : Ordas (55e) Carton(s) jaune(s) : Tauli (14e), Mora (77e) | Rapport          | Essai(s) : Vaovasa 2 (16e, 65e), Simionescu (70e) Transformation(s) : Melinte (17e), Plai (66e, 71e) | Stade national complutense, Madrid 5 000 spectateurs Arbitre : Sam Grove-White (en) |
| 27 février 2022 12h45 | | Rapport          | | Stade national complutense, Madrid 5 000 spectateurs Arbitre : Sam Grove-White (en) |

| 27 février 2022 18h00 | Géorgie | annulé | Russie |  |
| 27 février 2022 18h00 |         |        |        |  |
| 27 février 2022 18h00 |         |        |        |  |

| 12 mars 2022 14h00 | Russie | annulé | Pays-Bas |  |
| 12 mars 2022 14h00 |        |        |          |  |
| 12 mars 2022 14h00 |        |        |          |  |

| 12 mars 2022 17h30 | Roumanie | 23 - 26 (13 - 21) | Géorgie | Stade Arcul de Triumf, Bucarest 6 000 spectateurs Arbitre : Ben Breakspear |
| 12 mars 2022 17h30 | Essai(s) : Cojocaru (38e), Bardasu (73e) Transformation(s) : Melinte 2 (39e, 73e) Pénalité(s) : Melinte 3 (17e, 21e, 43e) | Rapport           | Essai(s) : Lobzhanidze (9e), Sharikadze (28e), Todua (34e), Tabutsadze (14e) Transformation(s) : Abzhandadze 3 (10e, 28e, 34e) Carton(s) jaune(s) : Tabutsadze (5e), Aprasidze (63e) | Stade Arcul de Triumf, Bucarest 6 000 spectateurs Arbitre : Ben Breakspear |
| 12 mars 2022 17h30 | | Rapport           | | Stade Arcul de Triumf, Bucarest 6 000 spectateurs Arbitre : Ben Breakspear |

| 13 mars 2022 12h45 | Espagne | 33 - 28 (24 - 17) | Portugal | Stade national complutense, Madrid 6 000 spectateurs Arbitre : Tual Trainini |
| 13 mars 2022 12h45 | Essai(s) : Zabala (7e), Quercy 2 (17e, 25e), Pinto (38e) Transformation(s) : Ordas 3 (18e, 26e, 38e) Pénalité(s) : Ordas 3 (44e, 51e, 58e) Carton(s) jaune(s) : Malié (79e) | Rapport           | Essai(s) : Bento (10e), Bettencourt (32e), Madeira (79e) Transformation(s) : Marques 2 (11e, 33e), Portela (79e) Pénalité(s) : Marques 3 (6e, 46e, 54e) | Stade national complutense, Madrid 6 000 spectateurs Arbitre : Tual Trainini |
| 13 mars 2022 12h45 | | Rapport           | | Stade national complutense, Madrid 6 000 spectateurs Arbitre : Tual Trainini |

| 19 mars 2022 13h15 | Pays-Bas                                                                 | 12 - 38 (12 - 26) | Roumanie | NRCA Stadium, Amsterdam 1 200 spectateurs Arbitre : Ben Blain (en) |
| 19 mars 2022 13h15 | Essai(s) : Salman (34e), Raymond (40e) Transformation(s) : Weersma (40e) | Rapport           | Essai(s) : Rupanu (3e), Vaovasa (14e), Dumitru (17e), Cojocaru (28e), Bucur (71e), Macovei (77e) Transformation(s) : Melinte 4 (3e, 15e, 17e, 77e) | NRCA Stadium, Amsterdam 1 200 spectateurs Arbitre : Ben Blain (en) |
| 19 mars 2022 13h15 |                                                                          | Rapport           | | NRCA Stadium, Amsterdam 1 200 spectateurs Arbitre : Ben Blain (en) |

| 19 mars 2022 15h00 | Portugal | annulé | Russie |  |
| 19 mars 2022 15h00 |          |        |        |  |
| 19 mars 2022 15h00 |          |        |        |  |

| 20 mars 2022 15h00 | Géorgie | 49 - 15 (18 - 8) | Espagne | Stade Boris-Paichadze, Tbilissi 11 000 spectateurs Arbitre : Craig Evans (en) |
| 20 mars 2022 15h00 | Essai(s) : Tabutsadze 2 (27e, 68e), Giorgadze 2 (34e, 73e), Sharikadze (62e), Chkoidze (80e) Transformation(s) : Abzhandadze 5 (28e, 63e, 69e, 74e, 80e) Pénalité(s) : Abzhandadze 2 (15e, 54e) Drop(s) : Lobzhanidze (3e) | Rapport          | Essai(s) : Jorba (24e), Ovejero (49e) Transformation(s) : Ordas (51e) Pénalité(s) : Ordas (8e) Carton(s) jaune(s) : Foulds (80e) | Stade Boris-Paichadze, Tbilissi 11 000 spectateurs Arbitre : Craig Evans (en) |
| 20 mars 2022 15h00 | | Rapport          | | Stade Boris-Paichadze, Tbilissi 11 000 spectateurs Arbitre : Craig Evans (en) |

### Statistiques individuelles

#### Meilleurs marqueurs
Mis à jour le 21 mars 2022.
| Rang | Joueur             | Équipe   | Essais |
| ---- | ------------------ | -------- | ------ |
| 1    | Akaki Tabutsadze   | Géorgie  | 6      |
| 2    | Otar Giorgadze     | Géorgie  | 5      |
| 2    | Ovidiu Cojocaru    | Roumanie | 5      |
| 4    | Marco Pinto Ferrer | Espagne  | 4      |
| 5    | Álvar Gimeno       | Espagne  | 3      |
| 5    | Gautier Minguillón | Espagne  | 3      |
| 5    | Santiago Ovejero   | Espagne  | 3      |
| 5    | Fred Quercy        | Espagne  | 3      |
| 5    | Giorgi Chkoidze    | Géorgie  | 3      |
| 5    | Vasil Lobzhanidze  | Géorgie  | 3      |
| 5    | Pedro Bettencourt  | Portugal | 3      |
| 5    | Rodrigo Marta      | Portugal | 3      |
| 5    | Hinckley Vaovasa   | Roumanie | 3      |

#### Meilleurs réalisateurs
Mis à jour le 21 mars 2022.
| Rang | Joueur             | Équipe   | Points | Essais | Transf. | Pén. | Drops |
| ---- | ------------------ | -------- | ------ | ------ | ------- | ---- | ----- |
| 1    | Manuel Ordas       | Espagne  | 58     | 1      | 13      | 9    | 0     |
| 2    | Tedo Abzhandadze   | Géorgie  | 44     | 0      | 16      | 4    | 0     |
| 3    | Ionel Melinte      | Roumanie | 40     | 0      | 11      | 6    | 0     |
| 4    | Samuel Marques     | Portugal | 30     | 0      | 6       | 6    | 0     |
| 4    | Akaki Tabutsadze   | Géorgie  | 30     | 6      | 0       | 0    | 0     |
| 6    | Otar Giorgadze     | Géorgie  | 25     | 5      | 0       | 0    | 0     |
| 6    | Ramil Gaisin       | Russie   | 25     | 0      | 5       | 5    | 0     |
| 6    | Ovidiu Cojocaru    | Roumanie | 25     | 5      | 0       | 0    | 0     |
| 9    | Marco Pinto Ferrer | Espagne  | 20     | 4      | 0       | 0    | 0     |
| 10   | Dany Antunes       | Portugal | 19     | 1      | 7       | 0    | 0     |

## Trophy

### Classement
| Rang | Nations      | J | V | N | D | Bo | Bd | Pm  | Pe  | Diff | Pts |
| ---- | ------------ | - | - | - | - | -- | -- | --- | --- | ---- | --- |
| 1    | Belgique (R) | 5 | 4 | 0 | 1 | 4  | 1  | 149 | 76  | +73  | 21  |
| 2    | Pologne      | 5 | 4 | 0 | 1 | 1  | 0  | 139 | 116 | +23  | 17  |
| 3    | Allemagne    | 5 | 3 | 0 | 2 | 3  | 2  | 150 | 95  | +55  | 17  |
| 4    | Suisse       | 5 | 2 | 0 | 3 | 1  | 0  | 120 | 117 | +3   | 9   |
| 5    | Ukraine      | 5 | 1 | 0 | 4 | 0  | 1  | 63  | 148 | -85  | 5   |
| 6    | Lituanie     | 5 | 1 | 0 | 4 | 0  | 1  | 108 | 177 | -69  | 5   |

|  | Vainqueur du Trophy et promu en Championship (no 1) |
|  | promu en Championship (no 2 et no 3)                |

À la suite de l'expansion du Championship à huit équipes, les deux premières équipes seront promues depuis la division Trophy. À la suite de l'exclusion de la Russie, l'Allemagne est également promue.

### Résultats détaillés

#### Détail des résultats
| 9 octobre 2021 12h50 | Ukraine | 24 - 27 (10 - 10) | Pologne | Stade Yunist, Lviv 2 000 spectateurs Arbitre : John Catteau |
| 9 octobre 2021 12h50 | Essai(s) : Orlov (34e), Kramarenko (53e), Kosariev (77e) Transformation(s) : Kosariev 3 (35e, 54e, 78e) Pénalité(s) : Kosariev (16e) Carton(s) jaune(s) : Nikitin (38e) | Rapport           | Essai(s) : Zeszutek 2 (19e, 39e), Plichta (41e), Cooke (46e) Transformation(s) : Gdula 2 (42e, 47e) Pénalité(s) : Gdula (63e) Carton(s) jaune(s) : Krawiecki (32e) | Stade Yunist, Lviv 2 000 spectateurs Arbitre : John Catteau |
| 9 octobre 2021 12h50 | | Rapport           | | Stade Yunist, Lviv 2 000 spectateurs Arbitre : John Catteau |

| 23 octobre 2021 12h50 | Lituanie | 37 - 39 (22 - 24) | Ukraine | Rugby Academy Stadium, Šiauliai 500 spectateurs Arbitre : Ethan Glass |
| 23 octobre 2021 12h50 | Essai(s) : Trumpickas 2 (14e, 29e), Jonas Mikalčius 2 (35e, 80e), Baguzis (44e) Transformation(s) : Vilimavicius 3 (15e, 36e, 45e) Pénalité(s) : Vilimavicius 2 (19e, 52e) | Rapport           | Essai(s) : Kosariev 3 (4e, 34e, 38e), Novikov (9e), Prodeus (52e), Tsarevskyi (61e) Transformation(s) : Kosariev 3 (10e, 35e, 62e) Pénalité(s) : Kosariev (59e) Carton(s) jaune(s) : Tsarevskyi (68e) | Rugby Academy Stadium, Šiauliai 500 spectateurs Arbitre : Ethan Glass |
| 23 octobre 2021 12h50 | | Rapport           | | Rugby Academy Stadium, Šiauliai 500 spectateurs Arbitre : Ethan Glass |

| 30 octobre 2021 14h00 | Lituanie | 16 - 46 (9 - 19) | Allemagne | Rugby Academy Stadium, Šiauliai 450 spectateurs Arbitre : Gert Visser |
| 30 octobre 2021 14h00 | Essai(s) : Tautkus (55e) Transformation(s) : Bagarauskas (56e) Pénalité(s) : Vilimavicius 2 (2e, 5e), Bagarauskas (33e) Carton(s) jaune(s) : Strigunas (47e), Lipnickas (78e) | Rapport          | Essai(s) : Schröder (19e), Vollenkemper (22e), Kopp (29e), Lammers (42e), Windemuth 2 (59e, 66e), Dembele (80e) Transformation(s) : Paine 4 (20e, 30e, 60e, 67e) Pénalité(s) : Paine (50e) | Rugby Academy Stadium, Šiauliai 450 spectateurs Arbitre : Gert Visser |
| 30 octobre 2021 14h00 | | Rapport          | | Rugby Academy Stadium, Šiauliai 450 spectateurs Arbitre : Gert Visser |

| 13 novembre 2021 15h00 | Pologne                                                       | 21 - 16 (3 - 13) | Allemagne                                                                                      | Narodowy Stadion Rugby, Gdynia 2 500 spectateurs Arbitre : Saba Abulashvili |
| 13 novembre 2021 15h00 | Pénalité(s) : Piotrowicz 7 (5e, 43e, 50e, 56e, 63e, 68e, 76e) | Rapport          | Essai(s) : Hassan (32e) Transformation(s) : Stella (33e) Pénalité(s) : Stella 3 (9e, 26e, 45e) | Narodowy Stadion Rugby, Gdynia 2 500 spectateurs Arbitre : Saba Abulashvili |
| 13 novembre 2021 15h00 |                                                               | Rapport          |                                                                                                | Narodowy Stadion Rugby, Gdynia 2 500 spectateurs Arbitre : Saba Abulashvili |

| 13 novembre 2021 15h30 | Suisse | 20 - 28 (3 - 13) | Lituanie | Centre sportif de Colovray, Nyon 1 140 spectateurs Arbitre : Dan O'Connell |
| 13 novembre 2021 15h30 | Essai(s) : Perruisset (62e), Meyer (76e) Transformation(s) : Volta 2 (63e, 77e) Pénalité(s) : O'Grady (14e), Volta (46e) Carton(s) jaune(s) : O'Grady (51e) | Rapport          | Essai(s) : Bloškys (25e), Trumpickas (56e), Mikalčius (80e) Transformation(s) : Vilimavičius 2 (26e, 80e) Pénalité(s) : Vilimavičius 3 (23e, 37e, 41e) Carton(s) jaune(s) : Strigunas (17e) Carton(s) rouge(s) : Bagužis (72e) | Centre sportif de Colovray, Nyon 1 140 spectateurs Arbitre : Dan O'Connell |
| 13 novembre 2021 15h30 | | Rapport          | | Centre sportif de Colovray, Nyon 1 140 spectateurs Arbitre : Dan O'Connell |

| 20 novembre 2021 14h30 | Pologne | 37 - 25 (21 - 14) | Suisse | Stade Kazimierz-Sosnkowski, Varsovie Arbitre : Eki Fanlo |
| 20 novembre 2021 14h30 | Essai(s) : Cooke (7e), Haznar (33e), Zeszutek (75e) Transformation(s) : Piotrowicz 2 (34e, 75e) Pénalité(s) : Piotrowicz 6 (4e, 17e, 30e, 57e, 62e, 71e) Carton(s) jaune(s) : Olejek (79e) | Rapport           | Essai(s) : Rohrig (24e), Vial (38e), Roberson (80e) Transformation(s) : Porcher 2 (24e, 39e) Pénalité(s) : Porcher 2 (53e, 68e) | Stade Kazimierz-Sosnkowski, Varsovie Arbitre : Eki Fanlo |
| 20 novembre 2021 14h30 | | Rapport           | | Stade Kazimierz-Sosnkowski, Varsovie Arbitre : Eki Fanlo |

| 12 février 2022 | Belgique | 28 - 0 | Ukraine |  |
| 12 février 2022 |          |        |         |  |
| 12 février 2022 |          |        |         |  |

| 19 février 2022 15h00 | Allemagne | 26 - 33 (16 - 19) | Belgique | Fritz-Grunebaum-Sportpark (en), Heidelberg 1 000 spectateurs Arbitre : Shota Tezvadze |
| 19 février 2022 15h00 | Essai(s) : Hees (33e), Renc (49e) Transformation(s) : Stella 2 (34e, 51e) Pénalité(s) : Stella 4 (3e, 25e, 31e, 80e) Carton(s) jaune(s) : Renc (66e) | Rapport           | Essai(s) : Pazgrat 2 (11e, 42e), Hendrickx 2 (27e, 40e), Tauzia (67e) Transformation(s) : F. Remue 3 (12e, 29e, 68e), M. Remue (43e) | Fritz-Grunebaum-Sportpark (en), Heidelberg 1 000 spectateurs Arbitre : Shota Tezvadze |
| 19 février 2022 15h00 | | Rapport           | | Fritz-Grunebaum-Sportpark (en), Heidelberg 1 000 spectateurs Arbitre : Shota Tezvadze |

| 12 mars 2022 15h20 | Suisse | 22 - 18 (10 - 6) | Belgique | Centre Sportif des Cherpines, Plan-les-Ouates 1 376 spectateurs Arbitre : Alexandru Ionescu |
| 12 mars 2022 15h20 | Essai(s) : Malyon (5e) Transformation(s) : Perrod (5e) Pénalité(s) : Perrod 5 (28e, 44e, 50e, 60e, 64e) Carton(s) jaune(s) : Gorman (75e) | Rapport          | Essai(s) : Cornez (72e), Dienst (80e) Transformation(s) : Dequenne (80e) Pénalité(s) : Williams (23e), Dequenne (40e) | Centre Sportif des Cherpines, Plan-les-Ouates 1 376 spectateurs Arbitre : Alexandru Ionescu |
| 12 mars 2022 15h20 | | Rapport          | | Centre Sportif des Cherpines, Plan-les-Ouates 1 376 spectateurs Arbitre : Alexandru Ionescu |

| 19 mars 2022 15h30 | Belgique | 41 - 11 (22 - 6) | Pologne                                                                                                | Stade Nelson Mandela, Bruxelles 1 850 spectateurs Arbitre : Andrew Cole |
| 19 mars 2022 15h30 | Essai(s) : Pazgrat (8e), Poupaert 2 (21e, 34e), Cornez (49e), Hendrickx (76e), M. Remue (79e) Transformation(s) : Williams 2 (9e, 35e), Cornez 2 (76e, 80e) Pénalité(s) : Williams (12e) Carton(s) jaune(s) : Verschelden (40e) | Rapport          | Essai(s) : Kornec (54e) Pénalité(s) : Piotrowicz (2e), Cooke (31e) Carton(s) jaune(s) : Sweetman (73e) | Stade Nelson Mandela, Bruxelles 1 850 spectateurs Arbitre : Andrew Cole |
| 19 mars 2022 15h30 | | Rapport          | | Stade Nelson Mandela, Bruxelles 1 850 spectateurs Arbitre : Andrew Cole |

| 19 mars 2022 14h00 | Allemagne | 34 - 25 (19 - 15) | Suisse | Sportzentrum Martinsee, Heusenstamm 800 spectateurs Arbitre : Gert Visser |
| 19 mars 2022 14h00 | Essai(s) : Wolf (17e), Stella (20e), Biskupek (29e), Schüle (50e), Williams (74e), Rinklin (76e) Transformation(s) : Stella 2 (21e, 30e) | Rapport           | Essai(s) : Malyon 2 (23e, 34e), Meyer (80e) Transformation(s) : Perrod 2 (35e, 80e) Pénalité(s) : Perrod 2 (13e, 54e) Carton(s) jaune(s) : Hirsch (49e) | Sportzentrum Martinsee, Heusenstamm 800 spectateurs Arbitre : Gert Visser |
| 19 mars 2022 14h00 | | Rapport           | | Sportzentrum Martinsee, Heusenstamm 800 spectateurs Arbitre : Gert Visser |

| 26 mars 2022 14h00 | Lituanie                                                                                                | 17 - 29 (12 - 7) | Belgique | Rugby Academy Stadium, Šiauliai 300 spectateurs Arbitre : Iñigo Atorrasagasti |
| 26 mars 2022 14h00 | Essai(s) : Bagužis (69e) Pénalité(s) : Soto 4 (5e, 29e, 32e, 34e) Carton(s) jaune(s) : Tv Mažylis (62e) | Rapport          | Essai(s) : Decubber (14e), Rifon 2 (41e, 64e), essai de pénalité (62e) Transformation(s) : F. Remue 2 (15e, 41e) Pénalité(s) : F Remue (78e) Carton(s) jaune(s) : Rassinfosse (33e), Hendrickx (74e) | Rugby Academy Stadium, Šiauliai 300 spectateurs Arbitre : Iñigo Atorrasagasti |
| 26 mars 2022 14h00 | | Rapport          | | Rugby Academy Stadium, Šiauliai 300 spectateurs Arbitre : Iñigo Atorrasagasti |

| 9 avril 2022 14h45 | Pologne | 43 - 10 (26 - 5) | Lituanie                                                                       | Narodowy Stadion Rugby, Gdynia 2 000 spectateurs Arbitre : Eugeniu Procopi |
| 9 avril 2022 14h45 | Essai(s) : Fidler (4e), essai de pénalité (23e), Taufui Halaifuana 2 (33e, 60e), Haznar (37e), Krużycki (44e), Pogorzelski (53e) Transformation(s) : Banaszek 3 (5e, 33e, 60e) Carton(s) jaune(s) : Haznar (65e), Cieslinski (70e) | Rapport          | Essai(s) : Bagužis (13e), Urbonas (73e) Carton(s) jaune(s) : Malinauskas (22e) | Narodowy Stadion Rugby, Gdynia 2 000 spectateurs Arbitre : Eugeniu Procopi |
| 9 avril 2022 14h45 | | Rapport          |                                                                                | Narodowy Stadion Rugby, Gdynia 2 000 spectateurs Arbitre : Eugeniu Procopi |

| 16 avril 2022 | Allemagne | 28 - 0 | Ukraine |  |
| 16 avril 2022 |           |        |         |  |
| 16 avril 2022 |           |        |         |  |

| 30 avril 2022 | Ukraine | 0 - 28 | Suisse |  |
| 30 avril 2022 |         |        |        |  |
| 30 avril 2022 |         |        |        |  |

### Statistiques individuelles

#### Meilleurs marqueurs
Mis à jour le 21 mars 2022.
| Rang | Joueur                | Équipe    | Essais |
| ---- | --------------------- | --------- | ------ |
| 1    | Oleg Kosariev         | Ukraine   | 4      |
| 2    | Viktor Pazgrat        | Belgique  | 3      |
| 2    | Maximillien Hendrickx | Belgique  | 3      |
| 2    | Donatas Trumpickas    | Lituanie  | 3      |
| 2    | Hugo Malyon           | Suisse    | 3      |
| 2    | Piotr Zeszutek        | Pologne   | 3      |
| 7    | Dazzy Cornez          | Belgique  | 2      |
| 7    | Nico Windemuth        | Allemagne | 2      |
| 7    | Basile Poupaert       | Belgique  | 2      |
| 7    | Ross Cooke            | Pologne   | 2      |
| 7    | William Meyer         | Suisse    | 2      |
| 7    | Jonas Mikalčius       | Lituanie  | 2      |

#### Meilleurs réalisateurs
Mis à jour le 21 mars 2022.
| Rang | Joueur                | Équipe    | Points | Essais | Transf. | Pén. | Drops |
| ---- | --------------------- | --------- | ------ | ------ | ------- | ---- | ----- |
| 1    | Wojciak Piotrowicz    | Pologne   | 46     | 0      | 2       | 14   | 0     |
| 2    | Oleg Kosariev         | Ukraine   | 38     | 4      | 6       | 2    | 0     |
| 3    | Eduardo Stella        | Allemagne | 36     | 1      | 5       | 7    | 0     |
| 4    | Donatas Vilimavicius  | Lituanie  | 31     | 0      | 5       | 7    | 0     |
| 5    | Simon Perrod          | Suisse    | 27     | 0      | 3       | 7    | 0     |
| 6    | Maximillien Hendrickx | Belgique  | 15     | 3      | 0       | 0    | 0     |
| 6    | Hugo Malyon           | Suisse    | 15     | 3      | 0       | 0    | 0     |
| 6    | Piotr Zeszutek        | Pologne   | 15     | 3      | 0       | 0    | 0     |
| 6    | Donatas Trumpickas    | Lituanie  | 15     | 3      | 0       | 0    | 0     |
| 6    | Viktor Pazgrat        | Belgique  | 15     | 3      | 0       | 0    | 0     |

## Conférence 1 Nord

### Classement
| Rang | Nations    | J | V | N | D | Bo | Bd | Pm  | Pe  | Diff | Pts |
| ---- | ---------- | - | - | - | - | -- | -- | --- | --- | ---- | --- |
| 1    | Suède      | 4 | 4 | 0 | 0 | 2  | 0  | 154 | 73  | +81  | 19  |
| 2    | Tchéquie   | 4 | 3 | 0 | 1 | 3  | 0  | 142 | 70  | +72  | 15  |
| 3    | Lettonie   | 3 | 1 | 0 | 2 | 1  | 0  | 67  | 109 | -42  | 5   |
| 4    | Luxembourg | 4 | 1 | 0 | 3 | 0  | 0  | 56  | 145 | -89  | 4   |
| 5    | Hongrie    | 3 | 0 | 0 | 3 | 0  | 2  | 61  | 90  | -29  | 2   |

|  | Promotion en Trophy (no 1) |

### Résultats détaillés

#### Détail des résultats
| 23 octobre 2021 14h00 | Suède | 51 - 5 (24 - 0) | Luxembourg              | Bollspelaren, Norrköping 305 spectateurs Arbitre : Artürs Kisle |
| 23 octobre 2021 14h00 | Essai(s) : Luta Fryxell 2 (10e, 46e), Melander 2 (23e, 63e), Kalling-Smith 2 (27e, 70e), Karlsson (56e), Christersson (79e) Transformation(s) : Spens-Cossin (10e, 23e, 27e, 71e) Pénalité(s) : Spens-Cossin (17e) | Rapport         | Essai(s) : Kimmel (42e) | Bollspelaren, Norrköping 305 spectateurs Arbitre : Artürs Kisle |
| 23 octobre 2021 14h00 | | Rapport         |                         | Bollspelaren, Norrköping 305 spectateurs Arbitre : Artürs Kisle |

| 6 novembre 2021 13h00 | Tchéquie | 31 - 13 (17 - 7) | Hongrie | FCC Rugby Arena, Prague 550 spectateurs Arbitre : Eugeniu Procopi |
| 6 novembre 2021 13h00 | Essai(s) : Homer (3e), Trunecka (13e), Adamek (50e), Hosek (77e) Transformation(s) : Cimprich 4 (5e, 14e, 51e, 78e) Pénalité(s) : Cimprich (10e) Carton(s) jaune(s) : Homer (36e) | Rapport          | Essai(s) : Agotai (30e) Transformation(s) : Collet (31e) Pénalité(s) : Collet 2 (54e, 54e) Carton(s) jaune(s) : Czako (76e) | FCC Rugby Arena, Prague 550 spectateurs Arbitre : Eugeniu Procopi |
| 6 novembre 2021 13h00 | | Rapport          | | FCC Rugby Arena, Prague 550 spectateurs Arbitre : Eugeniu Procopi |

| 27 novembre 2021 18h00 | Luxembourg                                  | 12 - 39 (6 - 7) | Tchéquie | Stade de Luxembourg, Luxembourg Arbitre : Vaidotas Girdvainis |
| 27 novembre 2021 18h00 | Pénalité(s) : Browne 4 (11e, 36e, 41e, 52e) | Rapport         | Essai(s) : Dřímal (32e), Hřebačka (62e), Froněk 2 (66e, 69e), Kohout (79e) Transformation(s) : Cimprich 4 (33e, 63e, 67e, 70e) Pénalité(s) : Cimprich 2 (56e, 76e) | Stade de Luxembourg, Luxembourg Arbitre : Vaidotas Girdvainis |
| 27 novembre 2021 18h00 |                                             | Rapport         | | Stade de Luxembourg, Luxembourg Arbitre : Vaidotas Girdvainis |

| 12 mars 2022 18h00 | Luxembourg | 30 - 23 (13 - 9) | Hongrie | Stade de Luxembourg, Luxembourg 1 300 spectateurs Arbitre : Francisco Serra |
| 12 mars 2022 18h00 | Essai(s) : Cendre (24e), Drennan (56e), Bertani (69e) Transformation(s) : Browne 3 (25e, 57e, 70e) Pénalité(s) : Browne 3 (2e, 32e, 61e) Carton(s) jaune(s) : Franzina (52e) | Rapport          | Essai(s) : Visi (53e), Toth (79e) Transformation(s) : Sacaze 2 (54e, 79e) Pénalité(s) : Sacaze 3 (5e, 9e, 35e) | Stade de Luxembourg, Luxembourg 1 300 spectateurs Arbitre : Francisco Serra |
| 12 mars 2022 18h00 | | Rapport          | | Stade de Luxembourg, Luxembourg 1 300 spectateurs Arbitre : Francisco Serra |

| 2 avril 2022 13h50 | Lettonie | 32 - 9 (7 - 9) | Luxembourg                                                                         | Stade de Baldone, Baldone 400 spectateurs Arbitre : Hrvoje Bartolić |
| 2 avril 2022 13h50 | Essai(s) : Asējevs 2 (25e, 78e), Jurēvičs 2 (55e, 74e) Transformation(s) : T Davidson 3 (26e, 74e, 78e) Pénalité(s) : T Davidson 2 (59e, 71e) Carton(s) jaune(s) : Briedis (32e) | Rapport        | Pénalité(s) : Browne 3 (1re, 33e, 39e) Carton(s) jaune(s) : Campos Madureira (44e) | Stade de Baldone, Baldone 400 spectateurs Arbitre : Hrvoje Bartolić |
| 2 avril 2022 13h50 | | Rapport        |                                                                                    | Stade de Baldone, Baldone 400 spectateurs Arbitre : Hrvoje Bartolić |

| 23 avril 2022 15h00 | Lettonie | 25 - 46 (13 - 29) | Suède | Stade de Baldone, Baldone 200 spectateurs Arbitre : Mike Hawkins |
| 23 avril 2022 15h00 | Essai(s) : Alainis (6e), Asējevs (65e), Brikmanis (78e) Transformation(s) : Iesalnieks (6e), Runco (65e) Pénalité(s) : Iesalnieks 2 (26e, 32e) Carton(s) jaune(s) : Raņķis (33e) | Rapport           | Essai(s) : Paulsson 2 (14e, 36e), Duffy (33e), Nordgren (38e), Ahlback (42e), Melander 2 (77e, 80e), Transformation(s) : Spens-Cossin 3 (14e, 34e, 37e), Nockmar (77e) Pénalité(s) : Spens-Cossin (21e) Carton(s) jaune(s) : Loman (65e) | Stade de Baldone, Baldone 200 spectateurs Arbitre : Mike Hawkins |
| 23 avril 2022 15h00 | | Rapport           | | Stade de Baldone, Baldone 200 spectateurs Arbitre : Mike Hawkins |

| 7 mai 2022 15h00 | Hongrie | 25 - 29 (17 - 17) | Suède | Budapest Rugby Center, Budapest 800 spectateurs Arbitre : Nicolas Vandecauter |
| 7 mai 2022 15h00 | Essai(s) : Koteczky (19e), Brough (37e), Agotai (73e) Transformation(s) : Bradley 2 (20e, 38e) Pénalité(s) : Bradley 2 (27e, 60e) | Rapport           | Essai(s) : Kallmask William (5e), Karlsson (10e), Zengler (14e), Kalling-Smith 2 (55e, 64e) Transformation(s) : Spens-Cossin 2 (11e, 64e) Carton(s) jaune(s) : Karlsson (48e) | Budapest Rugby Center, Budapest 800 spectateurs Arbitre : Nicolas Vandecauter |
| 7 mai 2022 15h00 | | Rapport           | | Budapest Rugby Center, Budapest 800 spectateurs Arbitre : Nicolas Vandecauter |

| 7 mai 2022 15h00 | Tchéquie | 54 - 17 (19 - 3) | Lettonie | RC Sparta Prague, Prague 400 spectateurs Arbitre : Lucas Jasinski |
| 7 mai 2022 15h00 | Essai(s) : de pénalité (16e), Kucera (30e), Hosek (40e+1), Simak (53e), Fortuin (56e), Koblic 2 (70e, 74e), Kohout (80e+2) Transformation(s) : Cimprich 6 (40e+1, 53e, 56e, 71e, 75e, 80e+2) Carton(s) jaune(s) : Havel (24e) | Rapport          | Essai(s) : Šefanovskis (42e), Jurevičs (66e) Transformation(s) : Davidson (42e), Runco (67e) Pénalité(s) : Davidson (38e) Carton(s) jaune(s) : Aivars (14e), Kotļevs (48e) | RC Sparta Prague, Prague 400 spectateurs Arbitre : Lucas Jasinski |
| 7 mai 2022 15h00 | | Rapport          | | RC Sparta Prague, Prague 400 spectateurs Arbitre : Lucas Jasinski |

| 14 mai 2022 14h00 | Suède | 28 - 18 (3 - 6) | Tchéquie | Stade olympique de Stockholm, Stockholm Arbitre : Kilian O'Brien |
| 14 mai 2022 14h00 | Essai(s) : Melander (52e), Karlsson (55e), Nylén (62e) Transformation(s) : Nylén 2 (56e, 62e) Pénalité(s) : Nylén 3 (16e, 44e, 70e) Carton(s) jaune(s) : Melander (3e), Karlsson (66e) Carton(s) rouge(s) : Murphy (35e) | Rapport         | Essai(s) : Rygl (67e), Diviš (79e) Transformation(s) : Kučera (79e) Pénalité(s) : Cimprich 2 (1re, 3e) Carton(s) jaune(s) : Dupuy (43e), Koblic (54e) | Stade olympique de Stockholm, Stockholm Arbitre : Kilian O'Brien |
| 14 mai 2022 14h00 | | Rapport         | | Stade olympique de Stockholm, Stockholm Arbitre : Kilian O'Brien |

|  | Hongrie | non joué | Lettonie |  |
|  |         |          |          |  |
|  |         |          |          |  |

## Conférence 1 Sud

### Classement
| Rang | Nations  | J | V | N | D | Bo | Bd | Pm  | Pe  | Diff | Pts |
| ---- | -------- | - | - | - | - | -- | -- | --- | --- | ---- | --- |
| 1    | Croatie  | 4 | 4 | 0 | 0 | 2  | 0  | 111 | 33  | +78  | 18  |
| 2    | Malte    | 4 | 3 | 0 | 1 | 1  | 1  | 69  | 40  | +29  | 14  |
| 3    | Israël   | 4 | 2 | 0 | 2 | 0  | 1  | 62  | 54  | +8   | 9   |
| 3    | Chypre   | 4 | 1 | 0 | 3 | 1  | 1  | 58  | 70  | -12  | 6   |
| 5    | Slovénie | 4 | 0 | 0 | 4 | 0  | 0  | 13  | 116 | -103 | 0   |

|  | Promotion en Trophy (no 1) |

### Résultats détaillés

#### Détail des résultats
| 30 octobre 2021 14h00 | Slovénie | 10 - 24 (0 - 7) | Malte | Rugby Stadion Oval, Ljubljana 0 spectateurs Arbitre : Norbert Matrai |
| 30 octobre 2021 14h00 | Essai(s) : essai de pénalité (80e) Drop(s) : Burnik (60e) Carton(s) jaune(s) : Dobnikar 2 (39e, 79e), Sajevic (51e), Miljuš (63e) | Rapport         | Essai(s) : Deguara (28e), Dalton (55e), R. Holloway (64e), Micallef (82e) Transformation(s) : Dudman 2 (29e, 64e) Carton(s) jaune(s) : T. Holloway (78e) | Rugby Stadion Oval, Ljubljana 0 spectateurs Arbitre : Norbert Matrai |
| 30 octobre 2021 14h00 | | Rapport         | | Rugby Stadion Oval, Ljubljana 0 spectateurs Arbitre : Norbert Matrai |

| 6 novembre 2021 14h00 | Croatie | 48 - 3 (36 - 3) | Slovénie                   | Stade Stari plac, Split 100 spectateurs Arbitre : Benjamin Loader |
| 6 novembre 2021 14h00 | Essai(s) : Čorić (8e), Plazibat (19e), Perlain (25e), Bibic (36e), Vlašić (38e), Jurišić (40e), Grčić (46e), Perica (57e) Transformation(s) : Jurišić 4 (26e, 36e, 40e, 46e) | Rapport         | Pénalité(s) : Burnik (10e) | Stade Stari plac, Split 100 spectateurs Arbitre : Benjamin Loader |
| 6 novembre 2021 14h00 | | Rapport         |                            | Stade Stari plac, Split 100 spectateurs Arbitre : Benjamin Loader |

| 13 novembre 2021 15h00 | Chypre                                                 | 8 - 29 (3 - 19) | Croatie | Stade Stélios-Kyriakídis, Paphos Arbitre : Florin Bonea |
| 13 novembre 2021 15h00 | Essai(s) : D. Georgiou (51e) Pénalité(s) : Holden (4e) | Rapport         | Essai(s) : Perić (6e), Pavlović 2 (25e, 59e), Grčić (40e), Bibic (77e) Transformation(s) : Jurišić 2 (6e, 40e) Carton(s) jaune(s) : Rešković (80e+5) | Stade Stélios-Kyriakídis, Paphos Arbitre : Florin Bonea |
| 13 novembre 2021 15h00 |                                                        | Rapport         | | Stade Stélios-Kyriakídis, Paphos Arbitre : Florin Bonea |

| 13 novembre 2021 14h00 | Malte | 15 - 13 (8 - 6) | Israël | Stade Tony Bezzina, Paola Arbitre : Pedro Mendez |
| 13 novembre 2021 14h00 | Essai(s) : Gum (32e), M. Davey (71e) Transformation(s) : Ioffe (72e) Pénalité(s) : Ioffe (36e) Carton(s) jaune(s) : Spiteri (76e) | Rapport         | Essai(s) : Rainstein (57e) Transformation(s) : Gordon (58e) Pénalité(s) : Gordon 2 (20e, 27e) Carton(s) jaune(s) : Eli (63e) | Stade Tony Bezzina, Paola Arbitre : Pedro Mendez |
| 13 novembre 2021 14h00 | | Rapport         | | Stade Tony Bezzina, Paola Arbitre : Pedro Mendez |

| 26 mars 2022 | Chypre | annulé | Slovénie |  |
| 26 mars 2022 |        |        |          |  |
| 26 mars 2022 |        |        |          |  |

| 2 avril 2022 14h05 | Croatie                                                                                  | 7 - 3 (7 - 3) | Malte                     | Stadion NŠC Stjepan Spajić (en) 350 spectateurs Arbitre : Ethan Glass |
| 2 avril 2022 14h05 | Essai(s) : Perić (11e) Transformation(s) : Newton (12e) Carton(s) jaune(s) : Perić (54e) | Rapport       | Pénalité(s) : Dudman (6e) | Stadion NŠC Stjepan Spajić (en) 350 spectateurs Arbitre : Ethan Glass |
| 2 avril 2022 14h05 |                                                                                          | Rapport       |                           | Stadion NŠC Stjepan Spajić (en) 350 spectateurs Arbitre : Ethan Glass |

| 2 avril 2022 13h50 | Slovénie                          | 0 - 16 (0 - 8) | Israël                                                                      | Rugby Stadion Oval, Ljubljana 225 spectateurs Arbitre : Rutger van Faasen |
| 2 avril 2022 13h50 | Carton(s) jaune(s) : Rezelj (57e) | Rapport        | Essai(s) : Rainstein (38e), Levinson (50e) Pénalité(s) : Stein 2 (40e, 43e) | Rugby Stadion Oval, Ljubljana 225 spectateurs Arbitre : Rutger van Faasen |
| 2 avril 2022 13h50 |                                   | Rapport        |                                                                             | Rugby Stadion Oval, Ljubljana 225 spectateurs Arbitre : Rutger van Faasen |

| 9 avril 2022 14h00 | Israël | 19 - 27 (12 - 15) | Croatie | Yizre'el RC, Yizre'el (en) 300 spectateurs Arbitre : Eki Fanlo |
| 9 avril 2022 14h00 | Essai(s) : Rainstein (8e), Barkai (32e), Engel (50e) Transformation(s) : Stein 2 (8e, 51e) Carton(s) jaune(s) : Hirsch (18e), Eli (24e) | Rapport           | Essai(s) : Vranešević (13e), Jurišić (26e), Kordun (69e), Čorić (74e) Transformation(s) : Jurišić (14e), Pavlović (74e) Pénalité(s) : Jurišić (20e) Carton(s) jaune(s) : Vlašić (24e) | Yizre'el RC, Yizre'el (en) 300 spectateurs Arbitre : Eki Fanlo |
| 9 avril 2022 14h00 | | Rapport           | | Yizre'el RC, Yizre'el (en) 300 spectateurs Arbitre : Eki Fanlo |

| 16 avril 2022 14h00 | Malte | 27 - 10 (24 - 3) | Chypre | Stade Tony Bezzina, Paola 931 spectateurs Arbitre : Benjamin Loader |
| 16 avril 2022 14h00 | Essai(s) : Zammit Radich (23e), Camilleri (27e), T.Holloway (39e) Transformation(s) : Dudman 2 (23e, 29e), T.Holloway (40e) Pénalité(s) : Dudman (20e), T.Holloway (60e) | Rapport          | Essai(s) : Georgiou (53e) Transformation(s) : Zavallis Roebuck (53e) Pénalité(s) : Zavallis Roebuck (16e) | Stade Tony Bezzina, Paola 931 spectateurs Arbitre : Benjamin Loader |
| 16 avril 2022 14h00 | | Rapport          | | Stade Tony Bezzina, Paola 931 spectateurs Arbitre : Benjamin Loader |

| 30 avril 2022 16h00 | Israël | 14 - 12 (14 - 5) | Chypre | Yizre'el RC, Yizre'el (en) Arbitre : Jeremy Coomans |
| 30 avril 2022 16h00 | Essai(s) : Nijem (5e), Levinson (19e) Transformation(s) : Stein 2 (6e, 20e) Carton(s) jaune(s) : Gail (34e) Carton(s) rouge(s) : Rainstein (34e) | Rapport          | Essai(s) : Yarrow (36e), Alfredou (77e) Transformation(s) : Alfredou (77e) Carton(s) jaune(s) : Cosma (34e) | Yizre'el RC, Yizre'el (en) Arbitre : Jeremy Coomans |
| 30 avril 2022 16h00 | | Rapport          | | Yizre'el RC, Yizre'el (en) Arbitre : Jeremy Coomans |

## Conférence 2 Nord

### Classement
| Rang | Nations  | J | V | N | D | Bo | Bd | Pm | Pe | Diff | Pts |
| ---- | -------- | - | - | - | - | -- | -- | -- | -- | ---- | --- |
| 1    | Moldavie | 3 | 3 | 0 | 0 | 2  | 0  | 83 | 19 | +64  | 14  |
| 2    | Danemark | 3 | 2 | 0 | 1 | 1  | 0  | 95 | 46 | +49  | 9   |
| 3    | Finlande | 3 | 1 | 0 | 2 | 1  | 0  | 43 | 60 | -17  | 5   |
| 4    | Norvège  | 3 | 0 | 0 | 3 | 0  | 0  | 3  | 99 | -96  | 0   |

|  | Promotion en Conférence 1 (no 1) |

### Résultats détaillés

#### Détail des résultats
| 9 octobre 2021 13h50 | Danemark | 29 - 19 (9 - 12) | Finlande | Stade d'Athlétisme d'Odense (en), Odense 500 spectateurs Arbitre : Jonathan Teppler |
| 9 octobre 2021 13h50 | Essai(s) : Madsen (52e), Hansen (80e+4) Transformation(s) : Nielsen (85e+5) Pénalité(s) : Nielsen 5 (21e, 26e, 39e, 43e, 80e+1) Carton(s) jaune(s) : Vestergaard (69e), Tell (80e) | Rapport          | Essai(s) : Sleath (23e), Bask 2 (28e, 46e) Transformation(s) : Bask 2 (29e, 47e) Carton(s) jaune(s) : Finell (75e) | Stade d'Athlétisme d'Odense (en), Odense 500 spectateurs Arbitre : Jonathan Teppler |
| 9 octobre 2021 13h50 | | Rapport          | | Stade d'Athlétisme d'Odense (en), Odense 500 spectateurs Arbitre : Jonathan Teppler |

| 23 octobre 2021 15h00 | Norvège | 0 - 47 (0 - 26) | Danemark | Bislett Stadium, Oslo 550 spectateurs Arbitre : Liam Wright |
| 23 octobre 2021 15h00 |         | Rapport         | Essai(s) : Coverntry (8e), Andresen (10e), Gauthier (18e), Caquineau (29e), Bjerrum (54e), Svinth Aagaard (64e), Hobbs (79e) Transformation(s) : Nielsen (8e, 11e), Thimotée (30e, 55e), Hvass (65e, 79e) | Bislett Stadium, Oslo 550 spectateurs Arbitre : Liam Wright |
| 23 octobre 2021 15h00 |         | Rapport         | | Bislett Stadium, Oslo 550 spectateurs Arbitre : Liam Wright |

| 16 avril 2022 | Moldavie | 28 - 0 | Norvège |  |
| 16 avril 2022 |          |        |         |  |
| 16 avril 2022 |          |        |         |  |

| 7 mai 2022 15h00 | Danemark | 19 - 27 (3 - 13) | Moldavie | Stade d'Athlétisme d'Odense (en), Odense 400 spectateurs Arbitre : Artūrs Kisle |
| 7 mai 2022 15h00 | Essai(s) : Hobbs (70e) Transformation(s) : J. Nielsen (70e) Pénalité(s) : J. Nielsen 4 (13e, 50e, 54e, 75e) | Rapport          | Essai(s) : Colev (25e), Vicol (62e), Copîtov (79e) Transformation(s) : Adam 2 (26e, 62e), Vicol (80e) Pénalité(s) : Adam 2 (15e, 40e) Carton(s) jaune(s) : Colev (53e) | Stade d'Athlétisme d'Odense (en), Odense 400 spectateurs Arbitre : Artūrs Kisle |
| 7 mai 2022 15h00 | | Rapport          | | Stade d'Athlétisme d'Odense (en), Odense 400 spectateurs Arbitre : Artūrs Kisle |

| 7 mai 2022 14h00 | Norvège                                                                                | 3 - 24 (0 - 14) | Finlande | Kanal Banen, Horten 100 spectateurs Arbitre : David Horner |
| 7 mai 2022 14h00 | Pénalité(s) : Dahle Ortiz (44e) Carton(s) jaune(s) : Pembroke-Birss (22e), Solli (72e) | Rapport         | Essai(s) : Gauthier (23e), Bask 2 (31e, 47e), Denholm (55e) Transformation(s) : Viljanen 2 (24e, 32e) Carton(s) jaune(s) : Viljanen (40e), Anderson (66e) | Kanal Banen, Horten 100 spectateurs Arbitre : David Horner |
| 7 mai 2022 14h00 |                                                                                        | Rapport         | | Kanal Banen, Horten 100 spectateurs Arbitre : David Horner |

| 21 mai 2022 | Finlande | 0 - 28 | Moldavie |  |
| 21 mai 2022 |          |        |          |  |
| 21 mai 2022 |          |        |          |  |

## Conférence 2 Sud

### Classement
| Rang | Nations            | J | V | N | D | Bo | Bd | Pm  | Pe  | Diff | Pts |
| ---- | ------------------ | - | - | - | - | -- | -- | --- | --- | ---- | --- |
| 1    | Bulgarie           | 4 | 4 | 0 | 0 | 2  | 0  | 134 | 61  | +73  | 19  |
| 2    | Serbie             | 4 | 3 | 0 | 1 | 1  | 1  | 110 | 65  | +45  | 14  |
| 3    | Andorre            | 4 | 1 | 0 | 3 | 0  | 3  | 71  | 72  | -1   | 7   |
| 4    | Bosnie-Herzégovine | 4 | 1 | 1 | 2 | 0  | 0  | 81  | 126 | -45  | 6   |
| 5    | Turquie            | 4 | 0 | 1 | 3 | 0  | 0  | 58  | 132 | -74  | 2   |

|  | Promotion en Conférence 1 (no 1) |

### Résultats détaillés

#### Détail des résultats
| 2 octobre 2021 13h55 | Bosnie-Herzégovine | 24 - 49 (17 - 30) | Bulgarie | Stadion Kamberovića polje (bs), Zenica 300 spectateurs Arbitre : Francisco Serra |
| 2 octobre 2021 13h55 | Essai(s) : Topčić (7e), M. Kadrić (31e), Alić (56e) Transformation(s) : Alić 3 (8e, 32e, 57e) Pénalité(s) : Alić (5e) Carton(s) jaune(s) : M. Kadrić (59e) | Rapport           | Essai(s) : Todorov 3 (16e, 37e, 68e), S. Debrenliev (28e), I. Ivanov (41e), Tsvetkov (49e) Transformation(s) : Nikolov 5 (17e, 29e, 38e, 50e, 69e) Pénalité(s) : Nikolov 3 (20e, 22e, 40e+1) Carton(s) jaune(s) : Alexandrov (75e) | Stadion Kamberovića polje (bs), Zenica 300 spectateurs Arbitre : Francisco Serra |
| 2 octobre 2021 13h55 | | Rapport           | | Stadion Kamberovića polje (bs), Zenica 300 spectateurs Arbitre : Francisco Serra |

| 9 octobre 2021 11h00 | Turquie                                                                    | 12 - 22 (0 - 11) | Andorre                                                                                    | Makü Spor Toto Stadyumu, Burdur 1 000 spectateurs Arbitre : Ivan Zelic |
| 9 octobre 2021 11h00 | Essai(s) : Balmuk (61e), Bakar (69e) Transformation(s) : O. Danismaz (70e) | Rapport          | Essai(s) : Franken (38e), B. Trape (80e+9) Pénalité(s) : T. Trape 4 (29e, 40e+5, 53e, 71e) | Makü Spor Toto Stadyumu, Burdur 1 000 spectateurs Arbitre : Ivan Zelic |
| 9 octobre 2021 11h00 |                                                                            | Rapport          |                                                                                            | Makü Spor Toto Stadyumu, Burdur 1 000 spectateurs Arbitre : Ivan Zelic |

| 16 octobre 2021 14h00 | Bulgarie                                                          | 14 - 11 (14 - 8) | Serbie                                                     | Académie nationale des sports "Vasil Levski" (en), Sofia 0 spectateurs Arbitre : Valeriu Chipercean |
| 16 octobre 2021 14h00 | Essai(s) : Tsvetkov (25e) Pénalité(s) : Nikolov 3 (14e, 34e, 38e) | Rapport          | Essai(s) : Ćosović (10e) Pénalité(s) : Andrić 2 (28e, 66e) | Académie nationale des sports "Vasil Levski" (en), Sofia 0 spectateurs Arbitre : Valeriu Chipercean |
| 16 octobre 2021 14h00 |                                                                   | Rapport          |                                                            | Académie nationale des sports "Vasil Levski" (en), Sofia 0 spectateurs Arbitre : Valeriu Chipercean |

| 23 octobre 2021 14h00 | Serbie | 37 - 14 (18 - 7) | Turquie | Borac Starčevo, Pančevo Arbitre : Valeriy Maksiuk |
| 23 octobre 2021 14h00 | Essai(s) : Avramović (2e, 80e), Andrić (9e), Madjanović (40e), Milinković (42e), Preradojević (75e) Transformation(s) : Stanković (42e, 80e) Pénalité(s) : Andrić (27e) Carton(s) jaune(s) : Djordjević (62e) | Rapport          | Essai(s) : Gozukucuk (34e), I. Danismaz (55e) Transformation(s) : Bakar (34e), O. Danismaz (55e) Carton(s) jaune(s) : Kaplan (45e) Carton(s) rouge(s) : Kanaclar (78e) | Borac Starčevo, Pančevo Arbitre : Valeriy Maksiuk |
| 23 octobre 2021 14h00 | | Rapport          | | Borac Starčevo, Pančevo Arbitre : Valeriy Maksiuk |

| 30 octobre 2021 16h00 | Andorre | 18 - 19 (5 - 3) | Bosnie-Herzégovine | Estadi Nacional, Andorre-la-Vieille 400 spectateurs Arbitre : Arial Cabral |
| 30 octobre 2021 16h00 | Essai(s) : Franken 2 (38e, 78e) Transformation(s) : Laguerre (78e) Pénalité(s) : Laguerre 2 (53e, 76e) Carton(s) jaune(s) : Tomas (79e), Ambor (80e+2) | Rapport         | Essai(s) : Topčić (50e) Transformation(s) : Bišić (51e) Pénalité(s) : Bišić 4 (27e, 43e, 57e, 80e) Carton(s) jaune(s) : Haračić (40e) | Estadi Nacional, Andorre-la-Vieille 400 spectateurs Arbitre : Arial Cabral |
| 30 octobre 2021 16h00 | | Rapport         | | Estadi Nacional, Andorre-la-Vieille 400 spectateurs Arbitre : Arial Cabral |

| 2 avril 2022 16h50 | Andorre | 13 - 17 (10 - 6) | Bulgarie                                                               | Estadi Nacional, Andorre-la-Vieille 250 spectateurs Arbitre : Louis van Gerwen |
| 2 avril 2022 16h50 | Essai(s) : Calvet (30e) Transformation(s) : T Trapé (31e) Pénalité(s) : Franken (2e), T Trapé (50e) Carton(s) jaune(s) : B Trapé (33e) | Rapport          | Essai(s) : I Ivanov (68e) Pénalité(s) : Nikolov 4 (15e, 34e, 48e, 74e) | Estadi Nacional, Andorre-la-Vieille 250 spectateurs Arbitre : Louis van Gerwen |
| 2 avril 2022 16h50 | | Rapport          |                                                                        | Estadi Nacional, Andorre-la-Vieille 250 spectateurs Arbitre : Louis van Gerwen |

| 16 avril 2022 14h00 | Serbie | 24 - 18 (19 - 3) | Andorre | FK Borac Starčevo, Starčevo 400 spectateurs Arbitre : Florin Bonea |
| 16 avril 2022 14h00 | Essai(s) : Stanković (19e), Andrić (31e), Srećković (39e), Mađanović (72e) Transformation(s) : Andrić 2 (31e, 40e) Carton(s) jaune(s) : Božić (38e), Đorđević (58e), Keglić (80e) | Rapport          | Essai(s) : Comas (59e), Quintino (78e) Transformation(s) : T. Trapé (79e) Pénalité(s) : T. Trapé 2 (4e, 45e) Carton(s) jaune(s) : Ambor (24e) | FK Borac Starčevo, Starčevo 400 spectateurs Arbitre : Florin Bonea |
| 16 avril 2022 14h00 | | Rapport          | | FK Borac Starčevo, Starčevo 400 spectateurs Arbitre : Florin Bonea |

| 7 mai 2022 15h00 | Bulgarie | 54 - 13 (33 - 6) | Turquie | Stade national Vassil-Levski, Sofia 4 000 spectateurs Arbitre : Norbert Mátrai |
| 7 mai 2022 15h00 | Essai(s) : Ivanov 3 (10e, 19e, 37e), Todorov (16e), Borisov (35e), Pavlov (52e), Tenev (68e), Georgiev (77e) Transformation(s) : Nikolov 6 (11e, 17e, 20e, 38e, 53e, 69e), Tenev (78e) Carton(s) jaune(s) : Mihov (49e), Nikolov (75e) | Rapport          | Essai(s) : Akça (73e) Transformation(s) : Gulsen (74e) Pénalité(s) : Gulsen 2 (15e, 24e) Carton(s) jaune(s) : Çakin (24e) | Stade national Vassil-Levski, Sofia 4 000 spectateurs Arbitre : Norbert Mátrai |
| 7 mai 2022 15h00 | | Rapport          | | Stade national Vassil-Levski, Sofia 4 000 spectateurs Arbitre : Norbert Mátrai |

| 7 mai 2022 14h00 | Bosnie-Herzégovine | 19 - 38 (12 - 20) | Serbie | Stadion Kamberovića polje (bs), Zenica 350 spectateurs Arbitre : Ignacio Muñoz |
| 7 mai 2022 14h00 | Essai(s) : Zadić (23e), Lekić 2 (35e, 61e) Transformation(s) : Bišić 2 (36e, 61e) Carton(s) jaune(s) : Kadić (12e), Bišić (68e) | Rapport           | Essai(s) : Srećković (7e), Preradojević (13e), Avramović (38e), Totić (69e), Dejanović (73e) Transformation(s) : Babić 2 (39e, 70e) Pénalité(s) : Babić 3 (28e, 54e, 76e) Carton(s) jaune(s) : Božić (58e), Đorđević (60e) | Stadion Kamberovića polje (bs), Zenica 350 spectateurs Arbitre : Ignacio Muñoz |
| 7 mai 2022 14h00 | | Rapport           | | Stadion Kamberovića polje (bs), Zenica 350 spectateurs Arbitre : Ignacio Muñoz |

| 21 mai 2022 12h00 | Turquie | 19 - 19 (0 - 7) | Bosnie-Herzégovine | Edirne 25 Kasım Stadium (en), Edirne 300 spectateurs Arbitre : Robert Diaconescu |
| 21 mai 2022 12h00 | Essai(s) : M. Kaplan (54e), Altan 2 (58e, 68e) Transformation(s) : Pir 2 (59e, 69e) Carton(s) jaune(s) : Altan (18e) | Rapport         | Essai(s) : Gafurovic (7e), Selimović 2 (48e, 71e) Transformation(s) : Lekić (8e), Bišić (72e) Carton(s) jaune(s) : Zadić (63e) | Edirne 25 Kasım Stadium (en), Edirne 300 spectateurs Arbitre : Robert Diaconescu |
| 21 mai 2022 12h00 | | Rapport         | | Edirne 25 Kasım Stadium (en), Edirne 300 spectateurs Arbitre : Robert Diaconescu |

## Development

### Classement
| Rang | Nations    | J | V | N | D | Bo | Bd | Pm | Pe | Diff | Pts |
| ---- | ---------- | - | - | - | - | -- | -- | -- | -- | ---- | --- |
| 1    | Slovaquie  | 1 | 1 | 0 | 0 | 1  | 0  | 65 | 0  | +65  | 5   |
| 2    | Monténégro | 2 | 1 | 0 | 1 | 1  | 0  | 28 | 65 | -37  | 5   |
| 3    | Estonie    | 1 | 0 | 0 | 1 | 0  | 0  | 0  | 28 | -28  | 0   |

|  | Promotion en Conférence 2 (no 1) |

### Résultats détaillés

#### Détail des résultats
| 23 avril 2022 15h00 | Slovaquie | 65 - 0 | Monténégro | Čunovo, Bratislava Arbitre : Diogo Inacio |
| 23 avril 2022 15h00 |           |        |            | Čunovo, Bratislava Arbitre : Diogo Inacio |
| 23 avril 2022 15h00 |           |        |            | Čunovo, Bratislava Arbitre : Diogo Inacio |

| 14 mai 2022 14h00 | Monténégro | 28 - 0 | Estonie | Arbitre : George Mossford |
| 14 mai 2022 14h00 |            |        |         | Arbitre : George Mossford |
| 14 mai 2022 14h00 |            |        |         | Arbitre : George Mossford |

| 2022 | Estonie | - | Slovaquie |  |
| 2022 |         |   |           |  |
| 2022 |         |   |           |  |